# Escuffa
Die Escuffa, auch Gupfe, kleines Rüststück oder engl. Pate-Plate, ist ein stählernes Verstärkungsteil für frühneuzeitliche, europäische Helme.

## Beschreibung
Die Escuffa wurden als Verstärkungsteil für Helme benutzt, die nicht so gearbeitet waren, dass sie zum Turnier oder zum Kampf eigneten. Bestimmte Arten von Rüstungen (Parade- und Prunkrüstungen) wurden in den meisten Fällen als reine Schaustücke gefertigt, die zwar aus Stahl bestanden, aber von der Stärke (Dicke) des Materials nicht ausreichend Schutz boten. Hauptsächlich in Turnieren wurde viel Wert auf das Auftreten gelegt. Es war fast wichtiger, dass der Ritter sich selbst präsentierte, als dass die Rüstung den schweren Schlägen im Kampf standhielt. Mit der Zeit wurden spezielle Rüstungen für das Turnier angefertigt (Stech- und Rennzeug, Rüstung für das Kolbenturnier), die aber nicht immer benutzt wurden. Manche Ritter benutzten gerne ihre alten Rüstungen, da diese schon bestanden und nicht neue, teure Rüstungen beschafft werden mussten. Die alten Rüstungen wurden mit Verstärkungsteilen für Brust, Schulter, Ellenbogen und Hände ausgerüstet. Die Helme wurden mit der Escuffa verstärkt, die einfach auf die Kalotte des bestehenden Helmes aufgelegt und mit Lederbändern befestigt wurde. Die Anfertigung der Escuffas war billiger als die eines Helmes oder, wenn alle Rüstungsbestandteile zusammenpassen sollten, einer ganzen Rüstung. Zudem konnten sie von einem Plattner leicht dem Aussehen der alten Rüstung angepasst werden.
In anderen Schriften wird die Gupfe als ein Helm bezeichnet, der in wärmeren Jahreszeiten und Gegenden als Helm benutzt wurde. Unter dem Helm wurde eine leichte Helmkappe aus Seide getragen, um den Kopf gegen das Metall und das Gewicht des Helmes abzupolstern. Die größeren Ausschnitte in der Helmkalotte sorgen bei warmen Temperaturen für eine gute Belüftung und erhöhen den Tragekomfort des Helmes. Die kleine Helmkappe wird oft auch als Gupfe oder Wapelin bezeichnet. In diesem Fall ist die Benamung auf eine geflochtene Kopfbekleidung aus Stoff bezogen.